# Lars Rambe
Lars Rambe (Täby, 19 settembre 1968) è uno scrittore e avvocato svedese.

## Biografia
Cresciuto a Stoccolma, in gioventù praticò l'atletica leggera. Nel 1994 Rambe si laureò in giurisprudenza presso l'Università di Uppsala. Dopo cinque anni come consulente internazionale aziendale presso la Pharmacia e Amersham Biosciences, nel 1999 Rambe avviò uno studio legale per aziende nel ramo della biotecnologia e industrie farmaceutiche. Nel 2003 l'attività fu acquistata da Advokatfirman Delphi & Co, studio del quale Rambe è diventato partner. Sposato con due figlie vive a Nairobi dove la moglie lavora come cooperante allo sviluppo.
Lars Rambe è divenuto famoso in Svezia grazie alla pubblicazione del suo primo libro, Incubo bianco (Spåren På Bryggan), scritto nel 2007. Nel 2010 è poi stato pubblicato Il mosaico di ghiaccio (Skuggans Spel), per l'editore CosyCrime. Sempre nel 2010 in Svezia viene pubblicato Lyckas med bokutgivning ("Riuscire a pubblicare libri"), scritto insieme a Sölve Dahlgren e Ann Ljungbergma.

## Opere
- 2007 - Spåren på bryggan - Incubo bianco (2010), Newton Compton, traduzione di Alessia Ferrari (ISBN 978-88-541-2216-1)
- 2010 - Lyckas med bokutgivning (con Sölve Dahlgren e Ann Ljungberg) inedito in Italia
- 2010 - Skuggans spel - Il mosaico di ghiaccio (2011), Newton Compton, traduzione di Mattias Cocco (ISBN 978-88-541-3016-6)
- 2012 - Kvinnorna i sjön - Le donne del lago (2013), Newton Compton, traduzione di Lisa Raspanti (ISBN 978-88-541-5175-8)